# Kiss Péter (labdarúgó, 1956)
Kiss Péter (1956 –) labdarúgó, középpályás.

## Pályafutása
1981 és 1984 között a Videoton labdarúgója volt. Az élvonalban 1981. augusztus 16-án mutatkozott be a Tatabányai Bányász ellen, ahol csapata 3–2-es vereséget szenvedett. Tagja volt az 1983–84-es bajnoki bronzérmes csapatnak. 1984 és 1986 között a Siófoki Bányász játékosa volt. Az élvonalban összesen 59 mérkőzésen szerepelt.

## Sikerei, díjai
- Magyar bajnokság
  - 3.: 1983–84
- Magyar kupa (MNK)
  - döntős: 1982[1]